# Де Оливейра, Рожерио Корреа
Рожерио Корреа де Оливейра (порт. Rogério Corrêa de Oliveira; 3 января 1979, Гояния, Бразилия) — бразильский футболист, защитник.

## Биография
Начинал заниматься футболом в клубе «Гояния» из одноимённого города. Позже выступал за «Sud. Edéia-GO», «Вила-Нова» (Гояния). С 2001 года по 2008 год выступал за «Атлетико Паранаэнсе». В сезоне 2005/06 находился в аренде сначала в японском клубе «Симидзу С-Палс», позже за бразильский «Гояс».
В начале сезона 2008/09 был куплен мариупольским «Ильичёвцем». Но сыграл всего один матч в чемпионате Украины против киевского «Динамо» (2:0), вышел на поле на 67-й минуте вместо Константина Ярошенко. Также провёл 10 игр за дублирующийся состав и один в Кубке Украины против донецкого «Шахтёра» (3:0).
5 января 2009 года подписал договор с бразильским клубом «Баия». 23 марта 2009 года был взят клубом «Жоинвиль» в трёхмесячную аренду.